# 皮亞庫普爾河

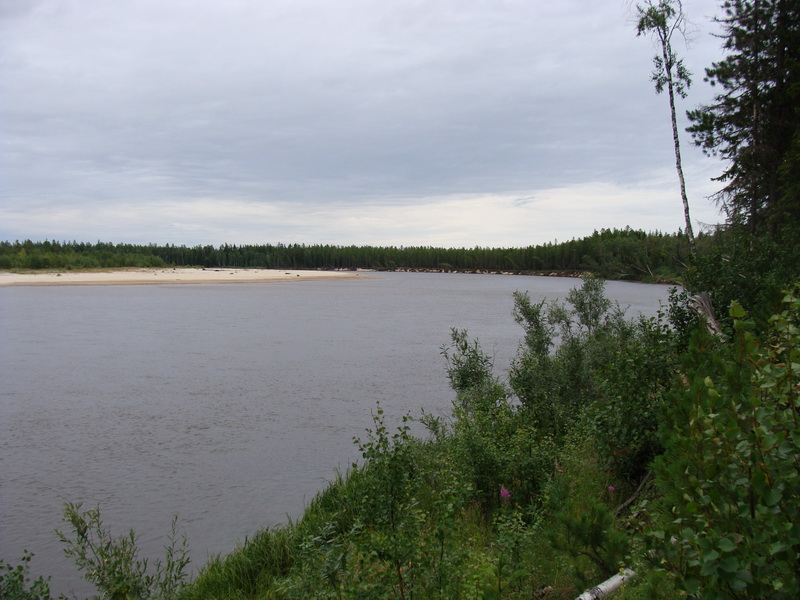
皮亞庫普爾河

皮亞庫普爾河是俄羅斯的河流，位於亞馬爾-涅涅茨自治區內，屬於普爾河的左支流，河道全長542公里，流域面積約31,400平方公里，在每年10月開始結冰，直至翌年5月下旬至6月上旬，河畔城鎮有塔爾科薩列和古布金斯基。